# 伊特科利湖
54°27′42″N 90°05′13″E / 54.46167°N 90.08694°E

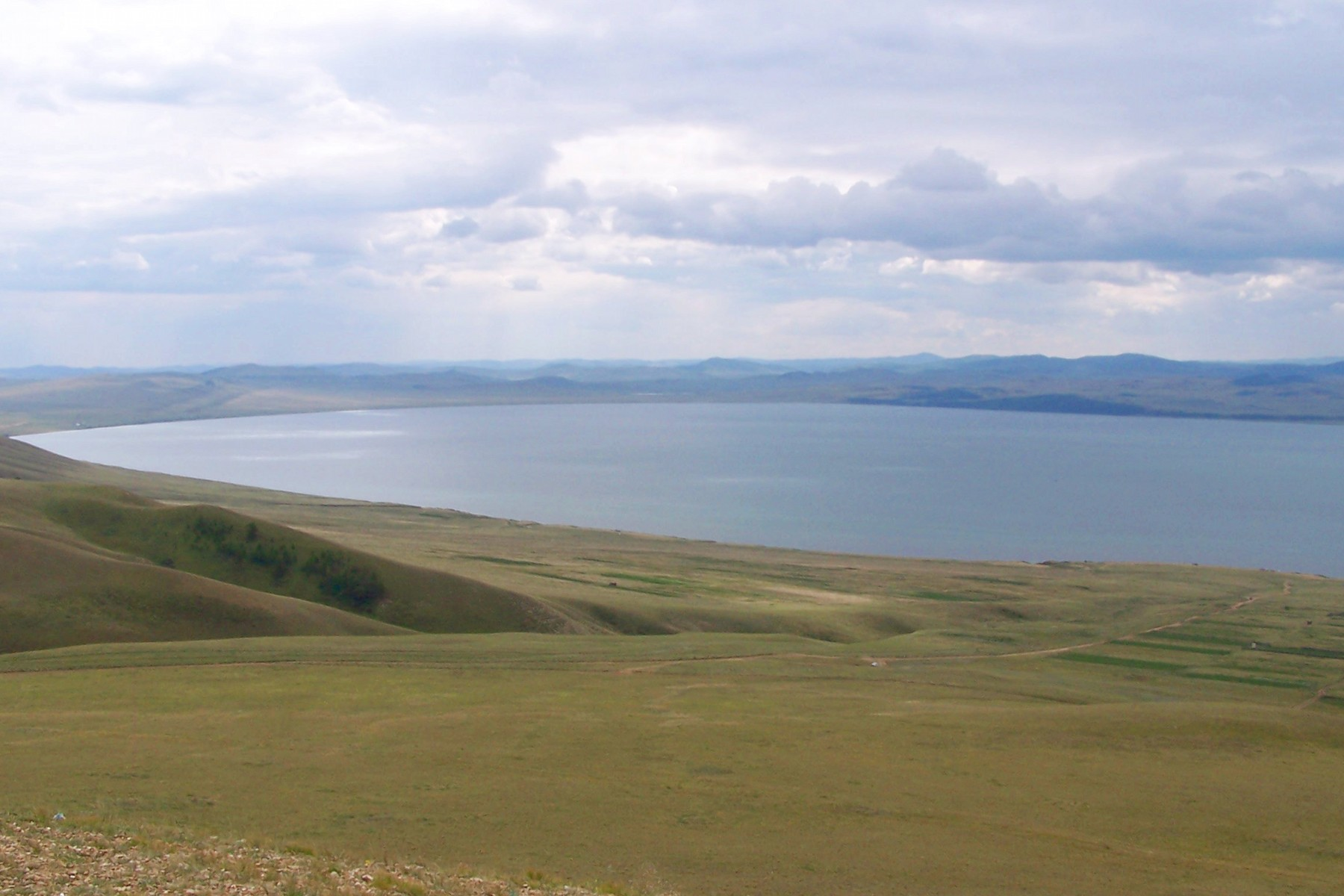

伊特科利湖（俄语：Итколь），是俄羅斯的湖泊，位於該國南部哈卡斯共和國，由希拉區負責管轄，長7公里、寬4公里，面積22平方公里，海拔高度455米，平均水深12米，最大水深16米。